# Kheer
 (février 2024).
Si vous disposez d'ouvrages ou d'articles de référence ou si vous connaissez des sites web de qualité traitant du thème abordé ici, merci de compléter l'article en donnant les références utiles à sa vérifiabilité et en les liant à la section « Notes et références ».
Le kheer (en hindi : खीर ; en népalais : खिर ; en pendjabi : ਖੀਰ ; en bengali : পায়েস ; en gujarati : ખીર ; en télougou : పాయసము ; en kannada : ಪಾಯಸ ; en tamoul : பாயசம் ; en malayalam : പായസം ; en oriya : ଖିରି ; en ourdou : کھیر) est une douceur de riz, de boulghour ou de vermicelles sucré, originaire du sous-continent indien. L’ingrédient principal est cuit dans du lait sucré et parfumé avec de la cardamome, des raisins secs, du safran, des noix de cajou, des pistaches, des amandes et tout autres fruits. 
Son nom est dérivé du terme sanskrit, ksheera (क्षीर) qui signifie en français « lait ». Il est appelé payesh au Bengale (bengali), payox dans la vallée d'Assam (assamais), paays dans le Konkan (konkani) et payasam dans le sud de l’Inde (marathi, kannada, télougou, malayalam et tamoul).
Le kheer est traditionnellement un dessert dont la consommation est banale, mais qui est également beaucoup préparé en tant que prasād (offrande lors des célébrations hindoues). Il est également le mets le plus choisi pour sevrer le nourrisson à l'occasion de la cérémonie de l'annaprashana.
C'est un des plus anciens desserts indiens. La référence la plus lointaine qui nous soit parvenue remonte à l'an 1130, dans le Mānasollāsa (sanskrit : मानसोल्लास), un ouvrage encyclopédique de langue sanskrite rédigé par l'empereur Someshvara III (dynastie des Chalukya occidentaux).

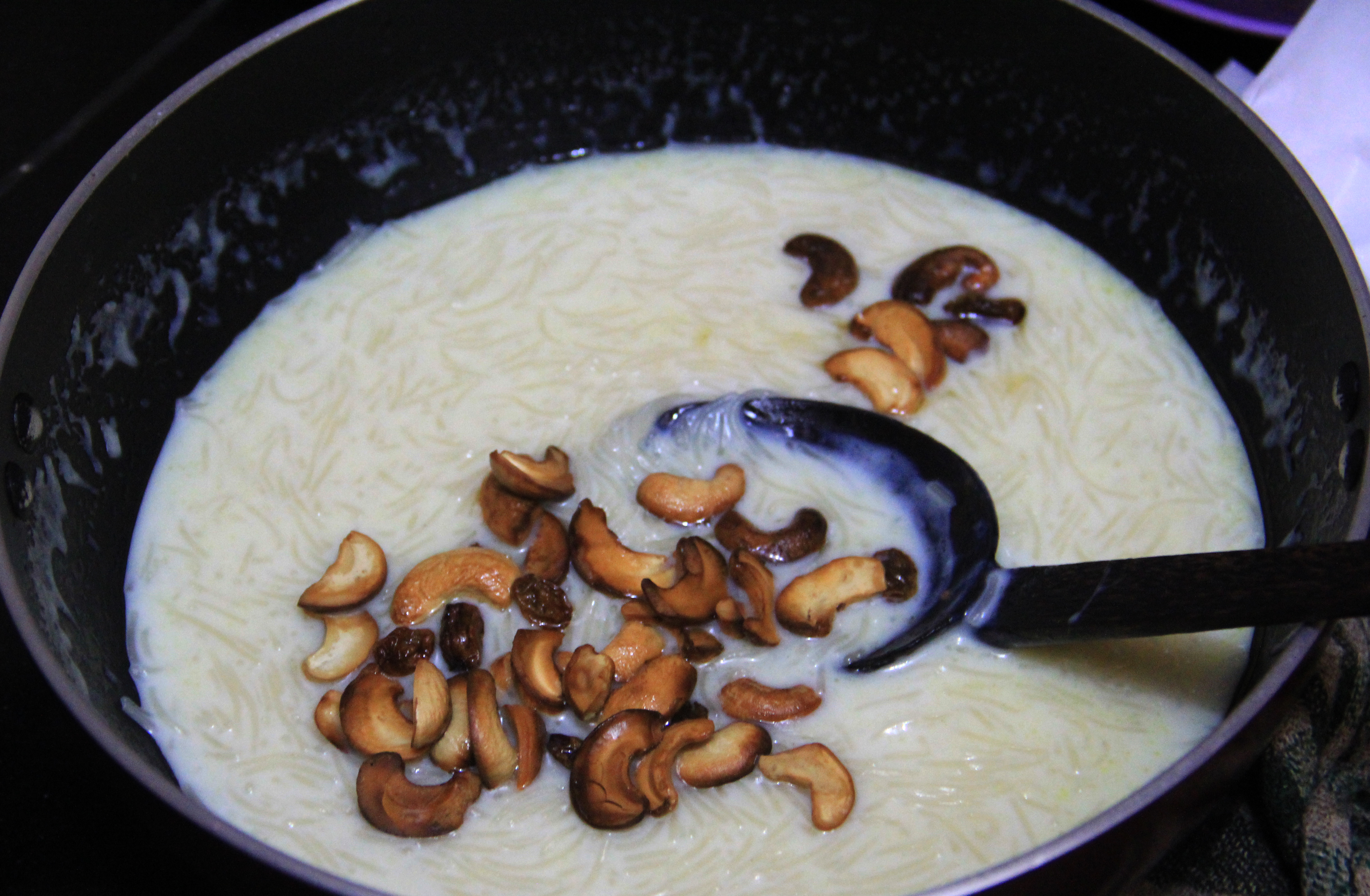
Semiya payasam, ou payasam au vermicelle de riz, typique d'Inde du Sud.
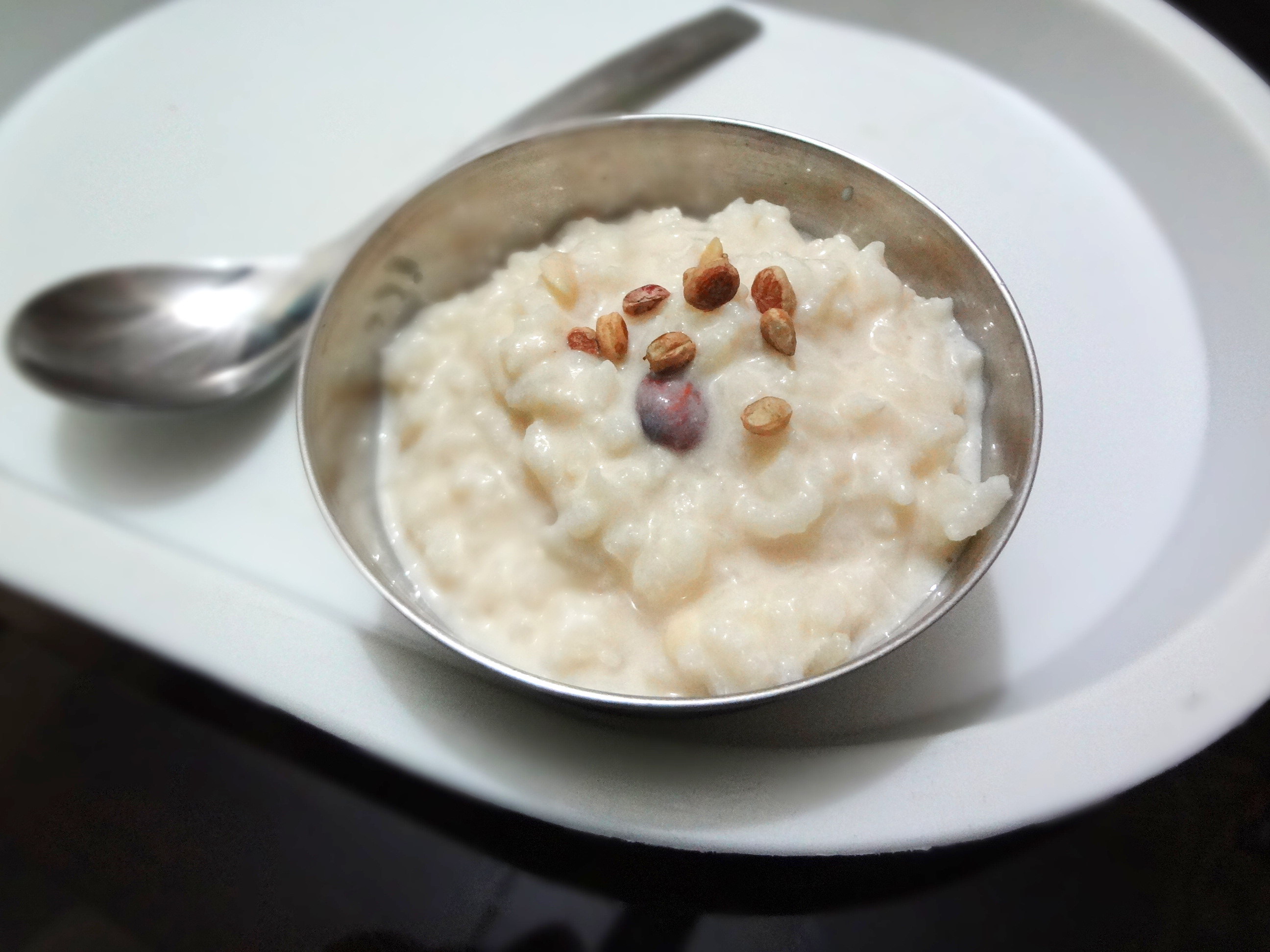
Le traditionnel kheer au riz, semblable au riz au lait.
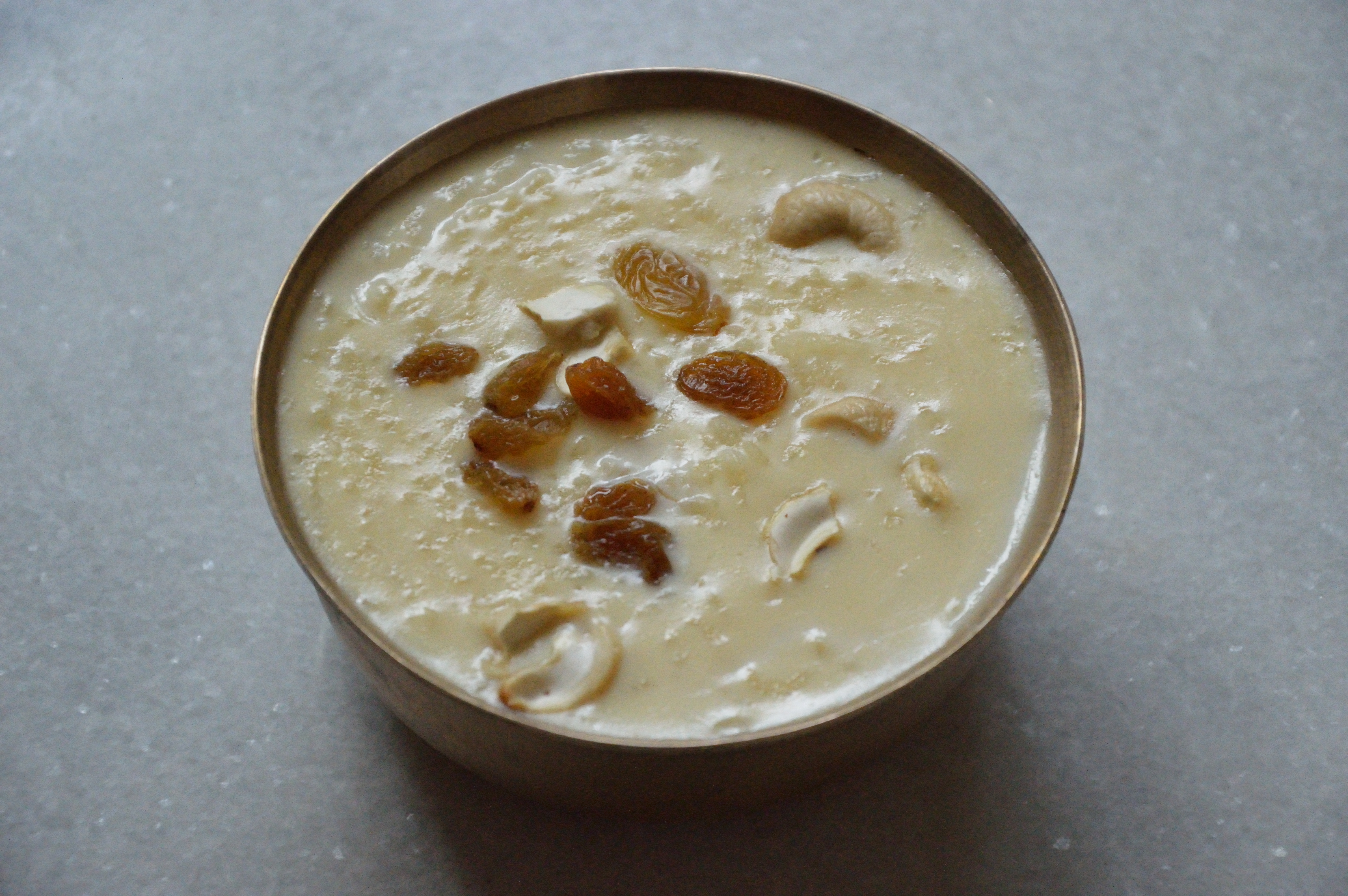
Payesh bengali, particularisé par l'aspect liquide beaucoup plus important que le kheer d'Inde du Nord.
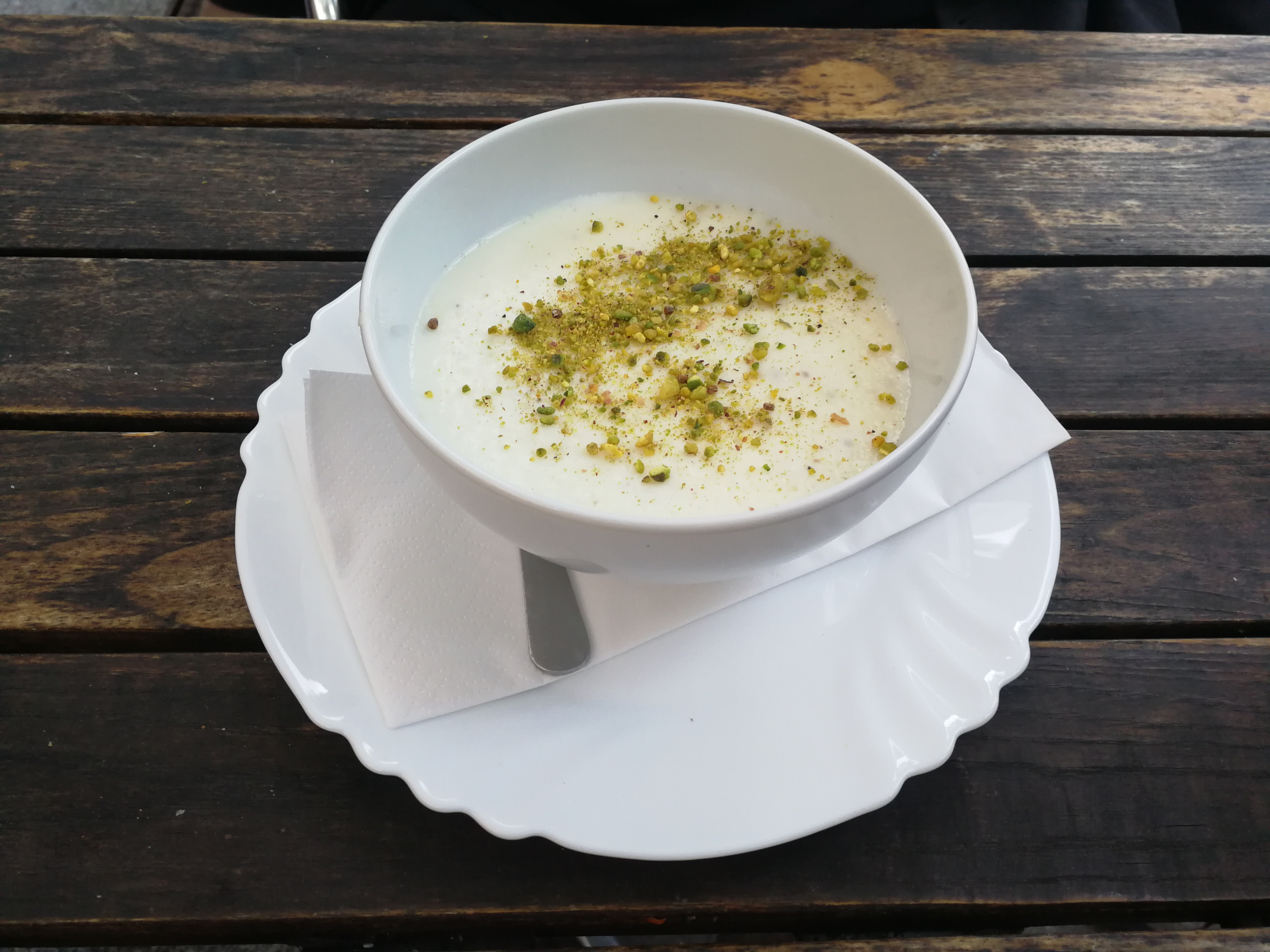
Firni afghan.